# Snow Day
Snow Day è un film statunitense del 2000 diretto da Chris Koch.

## Trama
Una voce fuori campo di Hal Brandston descrive come la neve si forma dall'acqua cristallizzata e come un giorno di neve non sia solo un evento quando le scuole chiudono, ma un giorno di magia. Nonostante una stagione insolitamente calda, una tempesta di neve si abbatte su Syracuse, New York, lasciando il quartiere della famiglia Brandston coperto da una coltre di neve. Ciò fa sì che il preside Ken Weaver diventi un bersaglio per i bambini che lo colpiscono con palle di neve.
Tom, il meteorologo locale (e padre di Hal, Natalie e Randy), è coinvolto in una rivalità con Chad Symmonz, un meteorologo di un'altra stazione. Anche se Tom aveva predetto per primo la tempesta di neve della notte precedente, Chad si prende il merito della notizia.
Sua moglie Laura è una maniaca del lavoro, ma non riesce a trovare lavoro poiché lei e il figlio più giovane Randy sono gravemente nevicati. Bloccata a casa con Randy, alla fine distrae la mente dal lavoro e si scatena con suo figlio nella neve.
Nel frattempo, Hal ha intenzione di trascorrere la giornata cercando di conquistare la sua cotta Claire Bonner, la ragazza più popolare della scuola che ha appena rotto con il suo rumoroso fidanzato atleta Chuck, dopo che Hal ha trovato la cavigliera di capodoglio di Claire in piscina. La sua migliore amica Lane esprime incredulità nei confronti del suo piano, ragionandogli che l'amore significa trovare qualcuno con cui puoi sopportare di stare vicino per più di dieci minuti alla volta, ma lei accetta di accompagnarlo nella sua missione. Hal tenta di tutto, dal contattare Claire in diretta alla stazione di notizie di suo padre all'affrontare Chuck in un inseguimento in motoslitta.
Natalie ha intenzione di usare la magia del giorno di neve per affrontare il suo acerrimo nemico Spazzaneve, un cattivo locale che si dice investa i bambini e ari le strade in modo così efficiente che non c'è mai stato un secondo giorno di neve da anni. Con i suoi amici Chet e Wayne, Natalie inganna Snowplowman facendogli credere che Wayne sia morto per strada. Il diversivo funziona quando Spazzaneve lascia lo spazzaneve per indagare e lei si intrufola all'interno dello spazzaneve. Natalie viene attaccata dal suo uccello Trudy, quindi rapisce la creatura violenta. Lo spazzaneve si vendica afferrando Wayne. Lo spazzaneve accetta di scambiarsi con Natalie. Riavrà Wayne e un secondo giorno di neve in cambio dell'uccello. Tuttavia, Spazzaneve torna sulla sua parola dopo lo scambio e continua il suo percorso per spazzare la neve. Natalie sta per arrendersi quando escogita un piano.
Tom è in grado di dimostrare che Chad è un imbroglione quando non è in grado di rispondere a domande di meteorologia di base in diretta, dimostrando di aver scoperto per primo la tempesta. Con Chad smascherato e in fuga, Tom riconquista il suo status.
Quando Hal non mostra segni di arrendersi, convince Lane ad attirare Claire verso un'arte di neve di un capodoglio dove scopre che le piacciono davvero le zebre . Dopo che Hal ha schivato il gruppo di Chuck, Lane si arrabbia con lui e ammette di non aver fatto quello che voleva fare per la giornata di neve. Quando Hal chiede di cosa si tratta, lei lo bacia e se ne va. Successivamente incontra Claire nella piscina della scuola dove lei lo bacia, ma Hal si rende conto che aveva torto e prova sentimenti più forti per Lane. Claire incoraggia Hal a seguirla.  
Più tardi quella notte, Natalie affronta da sola Spazzaneve. Lui la schernisce, ma lei rivela che un esercito di ragazzi si è unito per fermarlo. I ragazzi lo legano a un segnale stradale e requisiscono il suo aratro, ripristinando la neve sulle strade.
Alla ricerca di Lane, Hal viene attaccato da Chuck. Segue uno scontro, ma Hal viene salvato quando Natalie e i suoi amici spazzano Chuck in un cumulo di neve con l'aratro. Hal è impressionato dal successo di Natalie nella sua missione e dice che vuole trascorrere con lei la prossima giornata sulla neve.
Hal trova Lane alla pista di pattinaggio locale e si scusa con lei. Lui ripete la sua battuta sul fatto che il vero amore consiste nel trovare qualcuno con cui puoi sopportare la presenza per dieci minuti, e poi le chiede "Hai dieci minuti?" Si baciano. I Brandston, Lane e Claire hanno trovato nuovi percorsi nelle loro vite.
Nella scena finale, il preside Weaver arriva a casa solo per essere accolto da una raffica di palle di neve da parte dei bambini.

## Colonna sonora
1. Another Dumb Blonde – 3:49 – Hoku
2. My Heart's Saying Now – 3:50 – Jordan Knight
3. The Reason Why – 3:46 – LFO
4. Still – 4:00 – 98 Degrees
5. Picture of You – 3:25 – Boyzone
6. Lifetime Affair – 4:35 – Mytown
7. There She Goes – 2:41 – Sixpence None the Richer
8. Come On Come On – 2:32 – Smash Mouth
9. Say You Love Me (Radio Edit) – 3:13 – Dina Carroll
10. Wasting My Life – 2:39 – The Hippos
11. Noise Brigade – 2:14 – The Mighty Mighty Bosstones
12. Waiting for a Girl Like You – 4:32 – Foreigner